# سفارة دولة فلسطين لدى الأوروغواي
سفارة دولة فلسطين لدى الأوروغواي هي الممثلية الدبلوماسية العُليا لدولة فلسطين لدى الأوروغواي. تقع السفارة في مونتفيدو.